# Colonia Luis Donaldo Colosio, Naucalpan de Juárez
Colonia Luis Donaldo Colosio, även Piedra de Alesna, är en ort i Mexiko, tillhörande Naucalpan de Juárez kommun i delstaten Mexiko. Colonia Luis Donaldo Colosio ligger i den centrala delen av landet och tillhör Mexico Citys storstadsområde. Orten hade 832 invånare vid folkmätningen 2010. 2020 hade befolkningen ökat till 891 personer.